# 11.ª División (Ejército Imperial Japonés)
La 11.ª División (第11師団, Dai Jūichi Shidan) fue una división de infantería del Ejército Imperial Japonés. Su nombre en código tsūshōgō era División Brocado (錦兵団, Nishiki-heidan), y su símbolo militar era 11D. La 11.ª División fue una de las seis divisiones de infantería creadas por el Ejército Imperial Japonés después de la Primera guerra sino-japonesa (1894-1895). La división recibió sus estandartes el 1 de octubre de 1898 y fue disuelta en septiembre de 1945. Sus tropas fueron reclutadas principalmente de las comunidades de las cuatro prefecturas de la isla de Shikoku. Originalmente tenía su sede en la ciudad de Zentsuji, en Kagawa, y su primer comandante fue el teniente general Nogi Maresuke.

## Combates

### De la Guerra ruso-japonesa a la intervención en Siberia
Durante la Guerra ruso-japonesa, bajo el mando del teniente general Tsuchiya Mitsuharu, esta división fue asignada al 3.º Ejército del general Nogi, y por ello participó en combates (y sufrió bajas) considerables en el sangriento asedio de Port Arthur. Posteriormente formó el núcleo del 5.º Ejército del general Kawamura Kageaki, donde (bajo el mando del teniente general Samejima Shigeo) desempeñó un papel importante a la hora de asegurar la victoria japonesa en la batalla de Mukden. La división permaneció estacionada en Manchuria como fuerza de guarnición durante dos años tras el final de la guerra ruso-japonesa, y no regresó a Zentsuji hasta el 7 de mayo de 1911.
La 11.ª División fue desplegada nuevamente en el continente durante la intervención japonesa en Siberia en agosto de 1920, reemplazando a la 14.ª División del Ejército Imperial Japonés. La división fue desmovilizada y regresó a Japón en junio de 1921.

### Segunda guerra sino-japonesa y Guerra del Pacífico
La 11.ª División fue una de las tres divisiones japonesas desplegadas en Shanghái, China, durante el incidente del 28 de enero de 1932. Regresó a Shanghái en julio de 1937 con el inicio de la segunda guerra sino-japonesa, pero fue reasignada a tareas de guarnición en Manchukuo a partir de septiembre de 1938. En octubre de 1939, la división se reorganizó en una división triangular, con su 22.º Regimiento de Infantería formando el núcleo de la nueva 24.ª División.
Tras el inicio de la Guerra del Pacífico, la división se estableció en Mishan, cerca del lago Jasán, en el este de Manchukuo, como parte del 5.º Ejército, en apoyo de las acciones policiales antipartisanas y para actuar como elemento disuasorio contra las fuerzas fronterizas soviéticas. En ese momento, estaba comandada por el teniente general Mitsuru Ushijima.
En febrero de 1944, una gran parte de la división (el 3.º batallón del 12.º regimiento de infantería, el 43.º regimiento de infantería y el 11.º regimiento de artillería de montaña) de la 11.ª División se adhirió al 10.º Regimiento Mixto Independiente (código tsūshōgō 17584) y se envió a Guam para reforzar a la 1.ª División, que había sido aniquilada en la batalla de Guam (1944) en julio-agosto de 1944.
En abril de 1945, el resto de la 11.ª División fue transferida de Manchukuo a Shikoku bajo el mando del 55.º Ejército en preparación para la esperada invasión aliada de Japón. Se disolvió con la rendición de Japón en agosto de 1945.